# Veniamin Taianovici
Veniamin Taianovici (n. 6 aprilie 1967, Ufa, RSFS Rusă, URSS) este un înotător rus, medaliat olimpic. A participat la o ediție a Jocurilor Olimpice (1992) în care a câștigat o medalie de aur și o medalie de argint.